# Cáliz de Tassilo

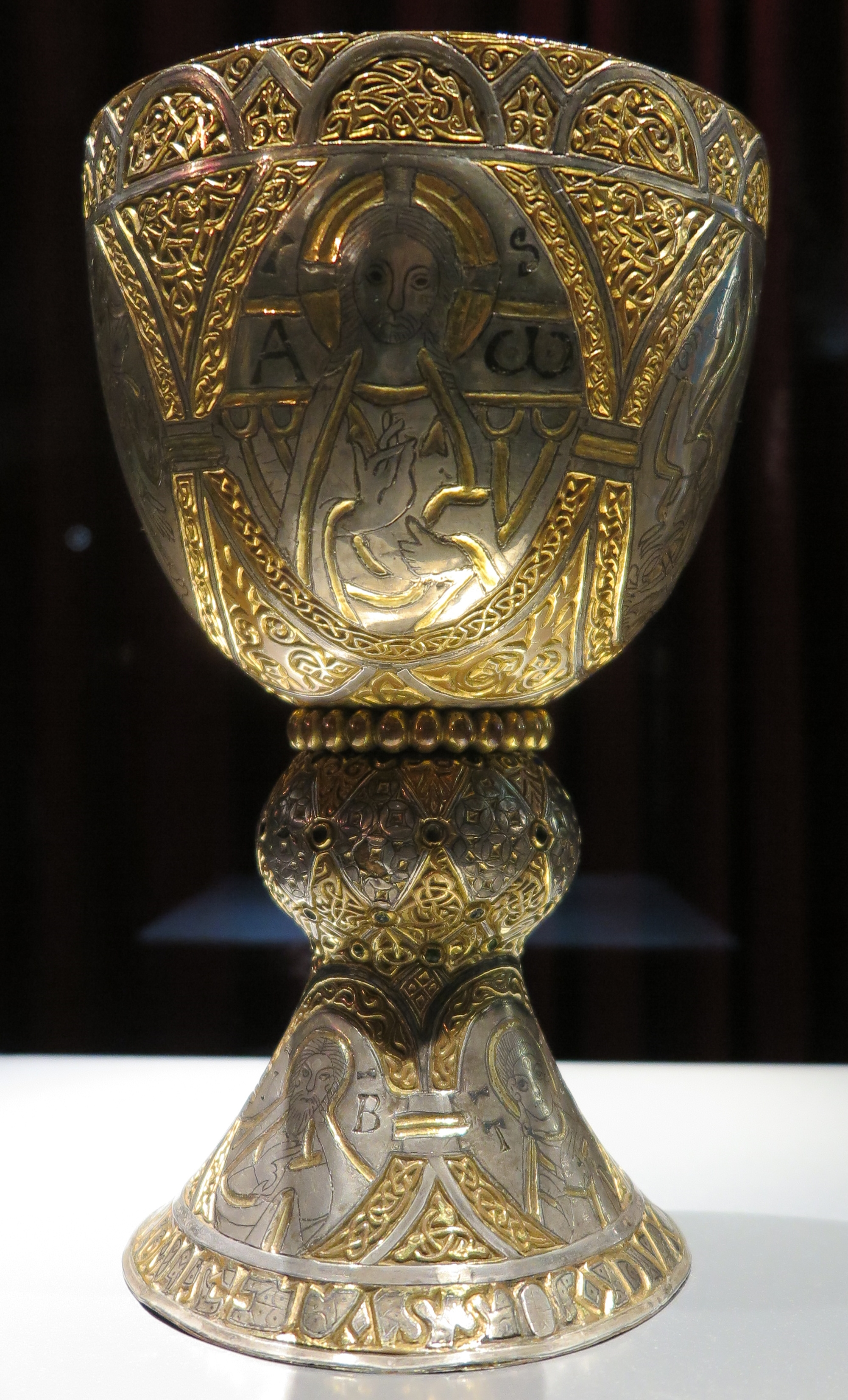
El cáliz de Tassilo, c. 780

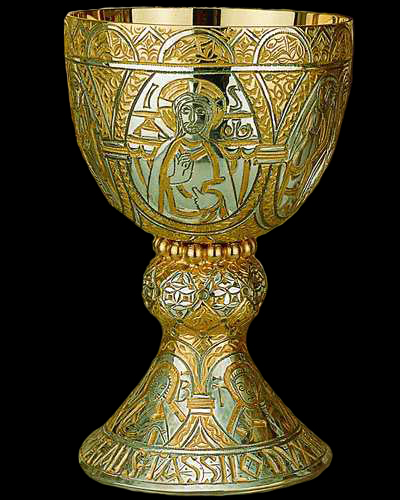
Réplica del cáliz de Tassilo

El cáliz de Tassilo (en alemán: Tassilokelch; en latín: Calix Tassilonis) es un cáliz de bronce, dorado con plata y oro, que data del siglo VIII d. C. El cáliz es de diseño anglosajón y probablemente estuvo en la abadía de Kremsmünster, Austria, poco tiempo después de su fabricación.

## Historia
Data de c. 770-790 dC, el cáliz fue donado por Liutperga, esposa del duque bávaro Tasilón III, posiblemente con motivo del establecimiento de la abadía benedictina en Kremsmünster en el 777.
El cáliz se compone de una copa en forma de huevo, un gran pomo (perilla ornamental) y un pie (base) relativamente estrecho. El cáliz está fundido en bronce dorado y plateado, y decorado con varios métodos, como el grabado en nielado y el tallado en virutas. Mide 25,5 cm de altura y pesa 3,05 kg; su copa tiene una capacidad aproximada de 1,75 litros.
Los medallones ovalados entrelazados alrededor de la copa muestran a Cristo (junto con las iniciales "I" y "S", de Iesus Salvator ) y cuatro retratos de evangelistas, cada evangelista con su símbolo. Alrededor de la base hay iconos de la Virgen María, Juan el Bautista y, según una interpretación incierta, la reina lombarda Teodolinda. La decoración entrelazada que cubre la mayor parte del resto del exterior contiene algunos animales. Alrededor del pie está la inscripción en latín: TASSILO DUX FORTIS + LIVTPIRG VIRGA REGALIS.
El cáliz es un objeto destacado y original, posiblemente realizado por artesanos de Northumbria, decorado con ornamentos hibernosajones típicos de la época. El estilo es más típico del componente anglosajón que del irlandés de este estilo híbrido. Hay pruebas de que los propios monjes se formaron como orfebres en el periodo insular, como St. Dunstan, un arzobispo de Canterbury del siglo X, y Salzburgo, por ejemplo, fue un centro de la misión anglosajona.
El cuidado y el arte con el que fue trabajado y la rica decoración demuestran que fue el producto de la más alta artesanía de la época. A pesar de que los sínodos eclesiásticos de los siglos VIII y IX prohibieron expresamente el uso del cobre y el bronce en los cálices consagrados, éste es uno de los pocos ejemplos que se conservan de esa época.
El carácter de la ornamentación muestra claramente el predominio de las influencias insulares y anglosajonas, aunque puede haberse fabricado en el continente. Su lugar de fabricación es incierto y puede haber sido producido en el norte de Italia, pero también se ha sugerido Mondsee o Salzburgo. Junto con el cáliz de Ardagh y el cáliz de Derrynaflan y la patena asociada, todos ellos de origen irlandés, es una de las piezas más impresionantes de la escasa orfebrería eclesiástica insular que se conserva; la mayoría de los ejemplos de este estilo son broches seculares La orfebrería anglosajona fue muy apreciada en lugares tan lejanos como Italia, y destacaba especialmente por sus grabados, pero se conservan aún menos piezas que en Irlanda.
La imagen mostrada de la réplica es una pobre copia comercial que no es representativa del fino estilo del magnífico Cáliz. Observe, por ejemplo, el complejo de los entrelazados que a veces terminan con pequeñas cabezas de animales en el original y descubra lo pobre que es la insípida réplica.